# ميخائيل برينان (شاعر)
ميخائيل برينان (بالإنجليزية: Michael Brennan)‏ هو شاعر أسترالي، ولد في 1973.